# Лягушачьи лапки

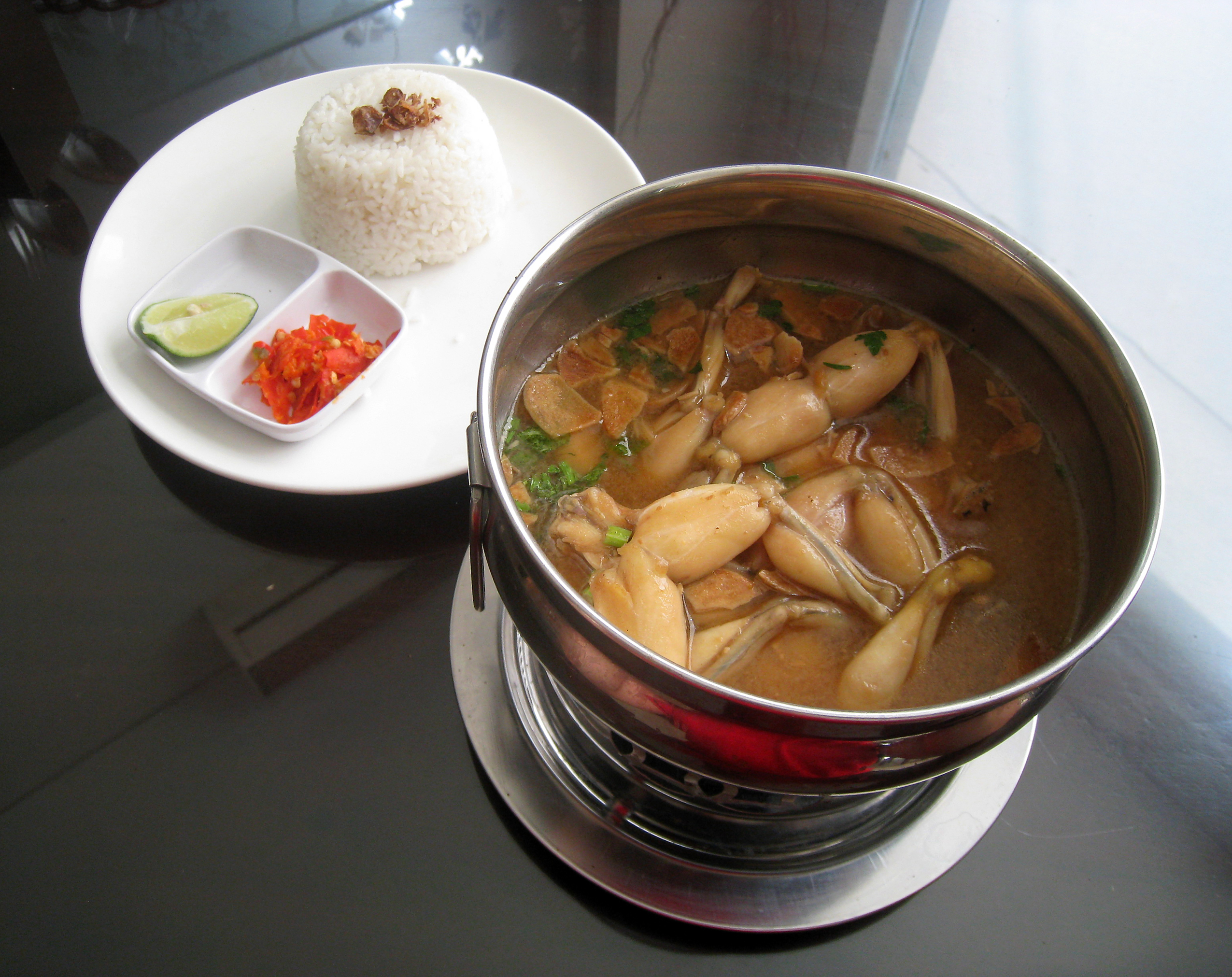
В одном из ресторанов Джакарты

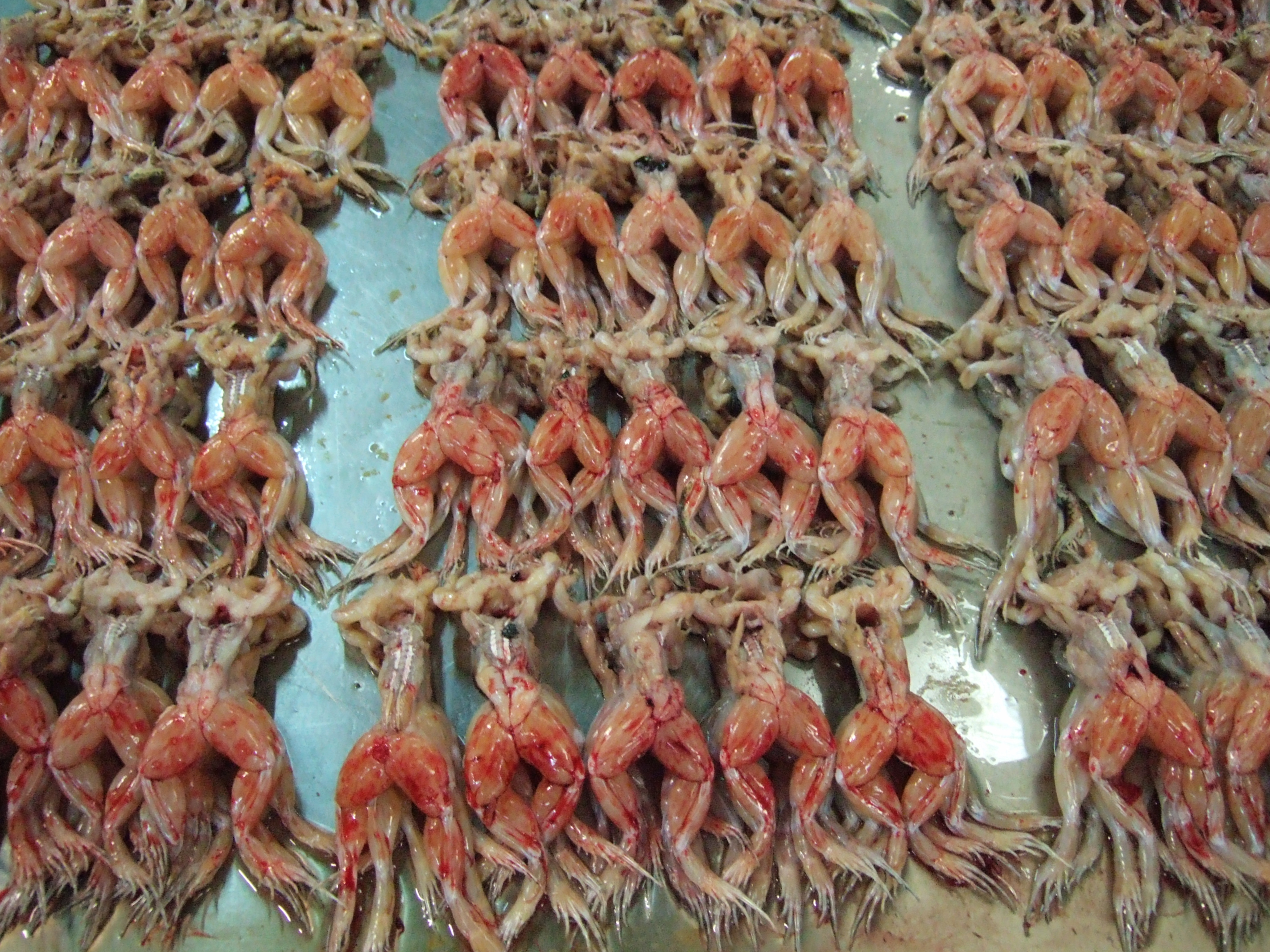
Приготовление

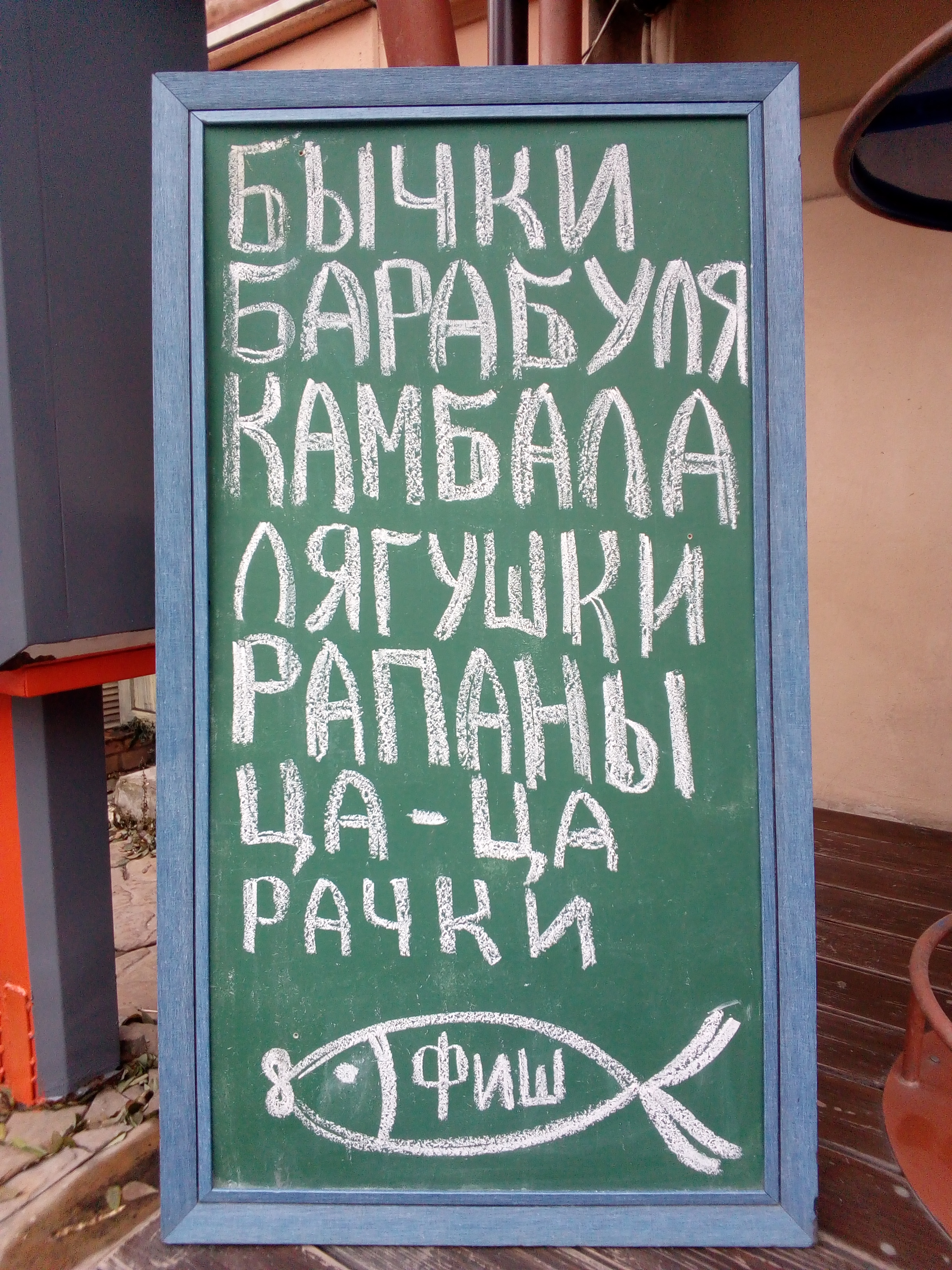
Лягушки в меню одесского ресторана

Лягушачьи лапки (фр. Cuisses de grenouille; кит. трад. 田雞腿, упр. 田鸡腿, пиньинь tiánjītuǐ, палл. тяньцзитуй, то есть «ножки полевой курицы») — деликатес французской и китайской кухни. Ежегодно люди съедают как минимум 3,2 млрд лягушек. Одна только Индонезия ежегодно экспортирует не менее 5000 тонн лягушачьих лапок.
Земноводные входили в рацион человека с глубокой древности. В Уилтшире археологи обнаружили захоронение костей лягушек, съеденных 8000 лет тому назад. Монахи Западной Европы разнообразили постный стол лапками лягушек по меньшей мере с XIII века.
Лапки съедобной лягушки — один из любимых французами деликатесов. По этой причине иностранцы неодобрительно называют французов лягушатниками. Многие утверждают, что по вкусу лапки представляют нечто среднее между рыбой и курятиной; у них мягкий вкус, а текстура напоминает куриные крылышки.
В СССР лягушек разводили для экспорта во Францию и другие страны Европы в украинском Придунавье. Особенно этим прославилось Вилково — небольшой город в Килийском районе Одесской области Украины. Считается, что лягушки были традиционной пищей для местных жителей. В наши дни жареные во фритюре лапки лягушек подают во многих одесских ресторанах как популярный одесский и бессарабский специалитет.
Лягушек также употребляют во многих других регионах: на Карибских островах, в Португалии, на северо-западе Греции, в Италии, Испании и на американском Юге (каджунская кухня). Широкое распространение лягушачьих лапок во Франции сделало их популярным блюдом в штате Луизиана, в частности во многих заведениях Нового Орлеана. 
В китайской кухне употребляются жареными или тушёными, с добавлением лёгких пряностей, подаются без костей. Употребляются и в каше (чжоу). Как и во Франции, лягушачьи лапки редко встречаются в меню китайских ресторанов (вероятно, из-за запретов и ограничений в технологии приготовления). Однако это блюдо популярно в домашней кухне. 
Разведение съедобных лягушек на специальных фермах широко распространено во Вьетнаме, Индонезии и других странах Юго-Восточной Азии. Их замораживают, пакетируют и отправляют на экспорт по всему миру. В беднейших странах по-прежнему распространена охота на диких земноводных, что способствует сокращению их популяции; так, антильский свистун из-за гастрономических предпочтений местного населения находится на грани полного исчезновения.
Поскольку для земноводных характерно более интенсивное окоченение, чем для теплокровных животных, под действием тепла при приготовлении лапки часто начинают дёргаться. Возможно, этим объясняется отвращение, которое многие испытывают к данному блюду. Знаменитый французский шеф-повар Эскофье, находясь в услужении у принца Уэльского, подавал англичанам лягушачьи лапки под красивым и неопределённым названием «лядвия рассветных нимф».